# Stary Ratusz w Radomiu
Stary Ratusz w Radomiu – gotycko-renesansowy budynek usytuowany na radomskim Rynku. Od XIV do XIX w. siedziba władz miejskich. Rozebrany w 1819 roku.

## Historia
Dokładna data wybudowania ratusza nie jest znana. Według starszych opracowań budynek powstał w okresie lokacji Nowego Miasta przez Kazimierza Wielkiego w połowie XIV wieku. Możliwe jednak, że powstał później w wieku XV. Najstarsze zachowane plany Radomia z końca XVIII i początku XIX w. umieszczały ratusz na środku rynku, zaś plan projekt regulacji miasta z 1818 sytuował go w zachodniej części rynku na osi ulicy Rwańskiej. Badania archeologiczne z 2014 potwierdziły lokalizację w zachodniej części rynku.
Piwnice budowli zajmowały magazyny i więzienie, parter archiwum miejskie, kasa i sąd, a piętro sala Rady Miejskiej. W budynku znajdował się też prawdopodobnie miejski arsenał. Stary Ratusz był nie tylko siedzibą magistratu i burmistrza Radomia, ale też m.in. miejscem obrad działającej w Radomiu najwyższej izby obrachunkowej I Rzeczypospolitej, Trybunału Skarbowego Koronnego (tzw. komisji radomskiej). W czerwcu 1767 roku zawiązano w nim konfederację radomską. Stary Ratusz był trzykrotnie przebudowywany – po pożarze w XVI wieku, po Potopie Szwedzkim oraz w latach 70. XVIII wieku. Władze miejskie opuściły zdewastowany budynek w 1819 roku, kiedy rozebrano go na rozkaz namiestnika Królestwa Józefa Zajączka. Jedynym zachowanym fragmentem budowli są kamienne fundamenty.

## Architektura
Wygląd ratusza znany jest dzięki obrazowi przedstawiającemu radomski rynek, namalowanemu w 1808 roku przez Samuela Hoppena czyli 10 lat przed rozbiórką obiektu. Był to bezwieżowy, ceglany, gotycko-renesansowy budynek z drewnianym podcieniem, o ostrołukowych oknach, zwieńczony prawdopodobnie pierwotnie dwoma szczytami( na obrazie Hoppena widoczny tylko jeden). Pierwotnie na planie zbliżonym do kwadratu (ok. 12 x 11 metrów), w późniejszym okresie rozbudowany do wymiarów ok. 18 x 11 metrów.Główne wejście znajdowało się od strony północnej w postaci rozbudowanej, murowanej galerii.